# Đội tuyển Davis Cup Antigua và Barbuda
Đội tuyển Davis Cup Antigua và Barbuda đại diện Antigua và Barbuda ở giải đấu quần vợt Davis Cup và được quản lý bởi Hiệp hội quần vợt Antigua và Barbuda.

## Lịch sử
Antigua và Barbuda lần đầu tiên tham gia Davis Cup vào năm 1996. Thành tích tốt nhất của họ là thứ ba ở Nhóm III năm 1997. Sau giải đấu năm 2001, đội không hoạt động và không thi đấu tiếp cho đến năm 2017.